# 1596
1596 (MDXCVI) byl rok, který dle gregoriánského kalendáře započal pondělím.

## Události
- 17. června – objevení souostroví Špicberky nizozemskou výpravou vedenou Jakobem van Heemskerckem a Willemem Barentsem; výprava dále pokračovala na severovýchod ve snaze najít bezpečné proplutí Severovýchodním průjezdem do Asie a 17. července tak doplula na Novou zemi, kde byl nepříznivými okolnostmi zbytek posádky donucen strávit arktickou zimu – to je první známé přezimování Evropanů v polárních oblastech
- 24. června – po 15měsíční plavbě dorazila malá holandská flotila[1] pod velením Cornelise de Houtmana do přístavu Bantam na severozápadě ostrova Jáva; touto událostí si Nizozemci otevřeli cestu k budování jejich koloniálního impéria
- 6.–10. října – uzavření církevní unie v Brestu Litevském, kterou se od pravoslavné církve na území Polska-Litvy oddělila část duchovenstva a přešla pod papežskou svrchovanost, čímž vznikla řeckokatolická církev
- 22.–26. října – bitva u Mezőkeresztese
- Zikmund III. Vasa přenesl svůj dvůr z malopolského Krakova do mazovské Varšavy (přesun úřadů trval až do roku 1609, Krakov však i nadále zůstal místem královských korunovací), čímž se tato stala hlavním městem Polské koruny i celého polsko-litevského soustátí
- Pernštejnové kvůli majetkovému úpadku prodali rodový hrad Pernštejn, který byl v jejich vlastnictví již od 13. století

### Probíhající události
- 1562–1598 – Hugenotské války
- 1568–1648 – Osmdesátiletá válka
- 1568–1648 – Nizozemská revoluce
- 1585–1604 – Anglo-španělská válka
- 1590–1600 – Povstání Jang Jing-lunga
- 1592–1598 – Imdžinská válka
- 1593–1606 – Dlouhá turecká válka
- 1596–1597 – Obušková válka

## Narození
Česko
- 19. srpna – Alžběta Stuartovna, česká královna († 13. února 1662)
- 26. srpna – Fridrich Falcký, český král († 29. listopadu 1632)

Svět
- 13. ledna – Jan van Goyen, nizozemský malíř († 27. dubna 1656)
- 2. února – Jacob van Campen, nizozemský barokní umělec († 13. září 1657)
- 31. března – René Descartes, francouzský filozof a matematik († 11. února 1650)
- 23. června – Johan Banér, švédský vojevůdce († 10. května 1641)
- 27. června – Maxmilián z Ditrichštejna, rakouský šlechtic, státník a diplomat († 6. listopadu 1655)
- 29. června – Go-Mizunó, 108. japonský císař († 11. září 1680)
- 22. července – Michail Fjodorovič, první ruský car z dynastie Romanovců († 23. července 1645)
- 13. srpna – Jean Bolland, jezuitský historik († 13. září 1665)
- 23. září – Joan Blaeu, nizozemský kartograf († 28. května 1673)
- 1. listopadu – Pietro da Cortona, italský malíř a architekt († 16. května 1669)
- 6. prosince – Adam Thebesius, slezský evangelický pastor a skladatel duchovních písní († 12. prosince 1652)
- 21. prosince – Tomáš František Savojský, italský vojevůdce († 22. ledna 1656)
- ? – Jean de Silhon, francouzský filozof a politik († 1667)
- ? – Thomas de Keyser, nizozemský barokní malíř († 1667)

## Úmrtí
Česko
- 24. listopadu – Adam II. z Hradce, nejvyšší pražský purkrabí a nejvyšší kancléř Rudolfa II. (* 1549)

Svět
- 28. ledna – Francis Drake, anglický korzár, navigátor, admirál a politik (* asi 1540)
- 9. září – Anna Jagellonská, polská královna a litevská velkokněžna (* 18. října 1523)
- 11. nebo 12. září – Pieter Dirkszoon Keyser, nizozemský mořeplavec (* 1540)
- 29. října – Alonso de Ercilla, španělský básník a voják (* 7. srpna 1533)
- ? – Jean Bodin, francouzský právník, filosof a ekonom (* 1530)
- ? – Muhammad Chodábende, perský šáh (* 1531)

## Hlavy států
- České království – Rudolf II.
- Svatá říše římská – Rudolf II.
- Papež – Klement VIII.
- Anglické království – Alžběta I.
- Francouzské království – Jindřich IV.
- Polské království – Zikmund III. Vasa
- Uherské království – Rudolf II.
- Osmanská říše – Mehmed III.
- Perská říše – Abbás I. Veliký